# Acridocarpus vanderystii
Acridocarpus vanderystii là một loài thực vật có hoa trong họ Malpighiaceae. Loài này được R.Wilczek mô tả khoa học đầu tiên năm 1955.